# 청양군의 향토유적
청양군의 향토유적은 다음 각 호에 해당하는 것을 말한다.
1. 문화재보호법, 전통건조물보존법 및 충청남도 지정문화재보호조례 규정에 의거 지정되지 아니한 것으로 향토의 역사상, 예술상, 학술상 가치가 있는 것과 이에 준하는 자료
2. 향토문화재로써 보존가치가 있을 것으로 기대되는 유적
3. 향토문화, 토속, 풍속을 연구하는데 필요한 자료

## 지정 목록
| 번호 | 그림 | 명칭                              | 소재지                       | 소유자 (관리자) | 지정·해제일자         | 비고 |
| ---- | ---- | --------------------------------- | ---------------------------- | --------------- | --------------------- | ---- |
| 1호  |      | 두률성 (豆率城)                   | 청양군 장평면 적곡리 산8-1   | 청양군          | 1991년 4월 1일 지정   |      |
| 2호  |      | 민종식 고택 (閔宗植 古宅)         | 청양군 정산면 천장리 148     | 황인탁          | 1991년 4월 1일 지정   |      |
| 3호  |      | 두촌사                            | 청양군 정산면 백곡리 310     | 임두빈          | 1992년 9월 1일 지정   |      |
| 4호  |      |                                   |                              |                 |                       |      |
| 5호  |      | 청양향교 공자상 (靑陽鄕校 孔子像) | 청양군 청양읍 교월리 34-1    | 청양향교        | 1993년 12월 24일 지정 |      |
| 6호  |      | 정혜사목불상                      | 청양군 장평면 화산리 486     | 정혜사 주지     | 1993년 12월 24일 지정 |      |
| 7호  |      |                                   |                              |                 |                       |      |
| 8호  |      | 앉은굿                            | 청양군 화성면 매산리 477-6   | 이필화          | 1998년 4월 30일 지정  |      |
| 9호  |      | 짚가공                            | 청양군 대치면 이화리 90      | 유은현          | 1998년 4월 30일 지정  |      |
| 10호 |      | 대금장                            | 청양군 청남면 중산리 507     | 우종실          | 1998년 4월 30일 지정  |      |
| 11호 |      | 장승리 고분군                     | 청양군 청양읍 장승리 100-4   | 국유            | 2018년 1월 12일 지정  |      |
| 12호 |      | 청양현읍치지                      | 청양군 청양읍 읍내리 14-1    | 사유            | 2018년 1월 12일 지정  |      |
| 13호 |      | 정산현읍치지                      | 청양군 정산면 서정리 496-1   | 사유            | 2018년 1월 12일 지정  |      |
| 14호 |      | 금정역지                          | 청양군 화성면 용당리 320     | 사유            | 2018년 1월 12일 지정  |      |
| 15호 |      | 농암리 다락골 고분군              | 청양군 화성면 농암리 산63-1  | 사유            | 2018년 1월 12일 지정  |      |
| 16호 |      | 강선여신도비                      | 청양군 운곡면 광암리 109     | 사유            | 2018년 1월 12일 지정  |      |
| 17호 |      | 이산사                            | 청양군 청남면 아산리 38      | 사유            | 2018년 1월 12일 지정  |      |
| 18호 |      | 상의사                            | 청양군 화성면 무한로 226-120 | 사유            | 2018년 1월 12일 지정  |      |
| 19호 |      | 앵화동천마애명                    | 청양군 장평면 화산리 산44-1  | 사유            | 2018년 1월 12일 지정  |      |

## 참고 문헌
- 청양군 홈페이지 - 고시/공고
- 청양군 군보